# Thembi Kgatlana
Chrestinah Thembi Kgatlana (Mohlakeng, 2 de maio de 1996) é uma futebolista profissional sul-africana que atua como atacante no Benfica e na Seleção Sul-Africana de Futebol Feminino.

## Carreira
Thembi Kgatlana fez parte do elenco da Seleção Sul-Africana de Futebol Feminino, nas Olimpíadas de 2016. 